# Ащысай (Мугалжарский район)
Ащысай (каз. Ащысай) — село в Мугалжарском районе Актюбинской области Казахстана. Административный центр Ащысайского сельского округа. Код КАТО — 154835100.

## Население
В 1999 году население села составляло 996 человек (499 мужчин и 497 женщин). По данным переписи 2009 года, в селе проживали 472 человека (254 мужчины и 218 женщин).

## Образование и наука

### Школьное образование
В селе находится "Основная средняя школа Ащысай"(до 2022г. Основная средняя школа имени Н. Крупской)
1. ↑  КГУ "ОСНОВНАЯ СРЕДНЯЯ ШКОЛА АЩЫСАЙ" ГУ "ОТДЕЛ ОБРАЗОВАНИЯ МУГАЛЖАРСКОГО РАЙОНА УПРАВЛЕНИЯ ОБРАЗОВАНИЯ АКТЮБИНСКОЙ ОБЛАСТИ" (рус.). Портал Учёт.kz. Дата обращения: 11 августа 2023. Архивировано 11 августа 2023 года.
2. ↑  О присвоении наименования и переименовании некоторых коммунальных государственных учреждений образования Актюбинской области (рус.). Информационно-правовая система нормативных правовых актов Республики Казахстан (24 августа 2022). Дата обращения: 11 августа 2023. Архивировано 11 августа 2023 года.